# あ
A (あ en hiragana et ア en katakana) est un kana japonais représentant le more de la voyelle simple /a/. Ses graphies occupent la première place de leur syllabaire respectif, devant い et イ.
Deux caractères plus petits, ぁ et ァ, sont utilisés pour la formation de sons qui n'existent pas en japonais traditionnel, comme fa (ふぁ) ou va (ヴァ).

## Origine
L'hiragana あ provient du kanji 安, tandis que ア provient de 阿.

## Romanisation
Selon les systèmes de romanisation Hepburn, Kunrei et Nihon, あ et ア se romanisent en « a ».

## Tracé
L'hiragana あ s'écrit en trois traits.

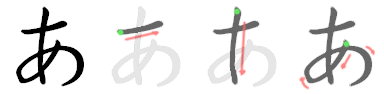
Ordre des traits pour あ

1. Tracé horizontal de la partie supérieure, de gauche à droite.
2. Tracé du trait vertical, de haut en bas, coupant le premier trait.
3. Tracé courbe débutant au centre du caractère, descendant vers la gauche et se terminant selon un ample arc de cercle. Il s'agit du même tracé que pour l'hiragana の.

Le katakana ア s'écrit en deux traits.

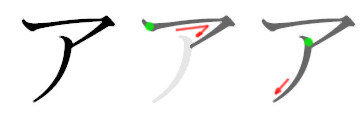
Ordre des traits pour ア

1. Trait allant initialement de gauche à droite et qui se dirige à la fin vers le bas et la gauche.
2. Trait descendant légèrement courbe.

## Représentation informatique
- Unicode :
  - あ (grand caractère) : U+3042
  - ア (grand caractère) : U+30A2
  - ぁ (petit caractère) : U+3041
  - ァ (petit caractère) : U+30A1